# Galeocharax knerii
Galeocharax knerii är en fiskart som först beskrevs av Steindachner, 1879.  Galeocharax knerii ingår i släktet Galeocharax och familjen Characidae. Inga underarter finns listade i Catalogue of Life.